# Niels Hoftved
Niels Hoftved (født 2. juli 1762 i København, død 30. november 1815 i Aalborg) var en dansk landsdommer og læge.
Han var søn af brygger Bent Hoftved og Øllegaard født Hvass, blev student 1779, tog 1783 filologisk og 1785 juridisk eksamen, blev samme år kancellisekretær efter nogle år at have tjent som volontør i Kancelliet, 1787 prokurator ved Hof- og Stadsretten, 1790 højesteretsadvokat og 1799 landsdommer på Sankt Croix. Ved sit embedes ophævelse 1803 entledigedes Hoftved, kastede sig nu over medicinske studier, tog 1810 kirurgisk eksamen og ansattes som distriktslæge ved Københavns Fattigvæsen, men allerede inden årets udgang praktiserede han i Randers, hvorfra han 1814 flyttede til Aalborg; her døde han 30. november 1815.
Han blev gift 26. oktober 1792 med Elisabeth Wosemose (8. februar 1775 - 22. april 1842), datter af prokurator og rådmand i København Christian Wosemose. Hoftved har ladet trykke nogle taler, mest af juridisk indhold, og en del lejlighedsdigte. 